# Archipel de Signilskär-Märket
L'archipel de Signilskär-Märket est un site Ramsar marin de Finlande situé dans l'ouest de l'archipel et territoire d'Åland, en mer Baltique, plus précisément en mer d'Åland. Créé le 28 mai 1974 sur la municipalité d'Eckerö, il inclut de très nombreuses îles, îlots et récifs dont l'île de Märket, d'où il tire son nom et couvre des zones humides, maritimes et terrestres.

## Zones protégées
La majorité de l'archipel de Signilskär-Märket est formée d'étendues d'eau de mer de moins de six mètres de profondeur à marée basse qui découvre une zone intertidale composée majoritairement de roches, de falaises, de récifs et de lagunes.
Les zones humides terrestres sont formées d'arbrisseaux poussant dans des marais et des prés humides.
L'archipel est classé site Ramsar depuis le 28 mai 1974.

## Faune et flore
La principale faune de l'archipel de Signilskär-Märket est composée de très nombreuses espèces d'oiseaux marins qui y viennent pour s'y reproduire, y hiverner et s'y arrêter lors des migrations.
Des mammifères marins ont été signalés dans les eaux baignant l'archipel.
Certaines espèces florales de l'archipel sont rares ou menacées d'extinction et forment parfois des communautés singulières.

## Nuisances et pollutions
Le secteur de l'archipel de Signilskär-Märket fait l'objet d'un important trafic maritime (pêche, transport de marchandises et de passagers) et compte des fermes aquacoles qui entraînent une pollution et une eutrophisation des eaux auxquelles s'ajoutent une présence humaine causant des nuisances sur la faune et la flore (dérèglement des cycles reproductifs).

### Source
- (en) Weltands International